# LG Optimus 4X HD
Das LG Optimus 4X HD ist ein Smartphone des Herstellers LG Electronics. Es war das erste frei verfügbare Quadcore-Handy weltweit. Es wurde 2012 im Rahmen des Mobile World Congress zusammen mit fünf weiteren Smartphones von LG vorgestellt. Das LG Optimus 4X HD galt zu jener Zeit als Flaggschiff des Herstellers und kam im Juni 2012 in den Verkauf.

## Hardware
Das LG Optimus 4X HD ist das erste Smartphone mit dem Chip Nvidia Tegra 3 T30. Der Chip hat vier physikalische Kerne mit einem maximalen Takt von 1,5 GHz. Zusätzlich verfügt es über einen fünften Kern mit 500 MHz. Dieser läuft, wenn das Gerät im Standby ist oder einfache Aufgaben zu erledigen hat. Zusätzlich verfügt das Gerät über einen 12-Kern-Grafikprozessor.

## Software
Das LG Optimus 4X HD wird mit Android 4.0.3 alias „Ice Cream Sandwich“ und der Oberfläche Optimus UI Version 3 ausgeliefert. Es ist über die LG PC Suite aktualisierbar auf die Version 4.1.2 alias „Jelly Bean“. Der Bootloader des LG Optimus 4x HD kann geöffnet werden (unlockable). Es ist möglich, Betriebssysteme zu installieren, die LG nicht unterstützt. So können aktuelle alternative Android-Versionen, wie zum Beispiel von CyanogenMod 11 installiert werden.

## Varianten
- LG P880
- LG P880g (Canada AWS version)